# Grimmia ungeri
Grimmia ungeri är en bladmossart som beskrevs av Juratzka in Unger och Karl Theodor Kotschy 1865. Grimmia ungeri ingår i släktet grimmior, och familjen Grimmiaceae. Inga underarter finns listade i Catalogue of Life.